# Liste der Museen im Landkreis Kitzingen
Die Liste der Museen im Landkreis Kitzingen  gibt einen Überblick über aktuelle und ehemalige Museen im Landkreis Kitzingen in Bayern.

## Strukturen
Die dezentrale Struktur, die auch den Landkreis selbst prägt, wird in der Museumslandschaft weitergeführt. Die kleinen Zentralorte besitzen meist Museen in städtischer Trägerschaft, wobei in Marktbreit und Volkach echte Stadtmuseen existieren. In kleineren Gemeinden haben allgemein private Sammler für den Aufbau einer Ausstellung gesorgt. Bedeutende Privatmuseen bestehen mit dem Deutschen Fastnachtmuseum in Kitzingen und dem Knauf-Museum in Iphofen. Die Museen sind hauptsächlich in repräsentativen Baudenkmälern eingerichtet. Einen Gründungsboom gab es in den 1990er Jahren. Ein Museum der Diözese Würzburg wurde in Liegenschaften des Bistums untergebracht. Das Städtische Museum Kitzingen, dessen Sammlungen auf das 19. Jahrhundert zurückgehen, schloss im Jahr 2018 und wird derzeit abgewickelt, wobei eine Nachnutzung weiterhin unklar ist.
Im Landkreis besteht keine einzige Ausstellung in staatlicher Trägerschaft. Allerdings weisen die privaten oder städtischen Sammlungen eine Vielzahl an bedeutenden Objekten auf, die von der Landesstelle für die nichtstaatlichen Museen in Bayern gewürdigt wurden. Mit insgesamt sechs Objekten, die in die Liste der 100 Heimatschätze Bayerns aufgenommen wurden, ist der Landkreis dort am häufigsten vertreten. Es sind dies: das Mirakelbuch des Eucharius Sang in Dettelbach, der „Fasenickl“ aus Kipfenberg in Kitzingen, das Hebammenbuch von Anna Dorothea Rosen in Marktbreit, der Ceratit in Prichsenstadt, das Volkacher Salbuch in Volkach und die Ballotage in Wiesenbronn.
Drei Museen aus dem Landkreis beteiligen sich seit 2012 an den jährlich wechselnden Aktionen des musealen Netzwerkes „Kunst geht fremd“, das von der Kunsthalle Schweinfurt aus koordiniert wird. Knapp 20 unterfränkische Kulturinstitutionen tauschen untereinander einzelne Objekte, die dann in den Dauerausstellungen der Partner präsentiert werden. Regelmäßige Teilnehmerhäuser sind das Fränkische Fastnachtmuseum Kitzingen, das Knauf-Museum Iphofen und das Museum Barockscheune Volkach.

## Aktuelle Museen
| Gemeinde                             | Name                                             | Kurzbeschreibung | gegründet/ eröffnet | Träger              | Standort                 | Bild           | Link |
| ------------------------------------ | ------------------------------------------------ | --- | ------------------- | ------------------- | ------------------------ | -------------- | ---- |
| Castell                              | Museumsscheune                                   | In einer barocken Scheune im Ortskern sind die verschiedenen Sammlungen der Gemeinde Castell untergebracht. Ein Schwerpunkt ist die Geschichte des Weinbaus im Ort. | 2011                | Gemeinde            | Rathausplatz             |                |      |
| Dettelbach                           | Heimatmuseum Haslau und Umgebung                 | Heimatstube mit Ausstellungsstücken aus der ehemaligen sudetendeutschen Gemeinde Haslau (Hazlov) im heutigen Tschechien | 2002                | Privatmuseum        | Kirchplatz 2             |                |      |
| Dettelbach                           | Kolping- und Handwerksmuseum                     | Das Kolping- und Handwerksmuseum besteht im Obergeschoss des Falterturmes im Nordosten der Dettelbacher Altstadt. Es entstand nach dem Zweiten Weltkrieg und geht auf die Initiative des Dettelbachers Günter Pfrang zurück. Der sogenannte Kolpingraum beleuchtet die Geschichte der Kolpingfamilie, die 1857 in der Stadt gegründet wurde. |                     | Privatmuseum        | Falterstraße 35          | weitere Bilder |      |
| Dettelbach                           | Museum „Pilger & Wallfahrer“ Dettelbach          | Das Museum ist ein christliches Kunstmuseum und steht mit der jahrhundertealten Wallfahrtstradition zur Kirche Maria im Sand am Rande der Stadt in Verbindung. Es wurde 2008 vom Kunstreferat der Diözese Würzburg eröffnet. Im Zentrum der Ausstellung stehen Objekte, die mit der Wallfahrt nach Dettelbach in Zusammenhang stehen.        | 2008                | Diözese Würzburg    | Rathausplatz 6           |                |      |
| Dettelbach-Effeldorf                 | Galerie Dr. Markus Döbele                        | In einem umgebauten Bauernhaus wird Kunst des 20. und 21. Jahrhunderts präsentiert. Dabei ist sowohl der Innen- als auch der Außenbereich des Grundstücks in die Präsentation einbezogen. | 1998                | Privatmuseum        | Am Hoch 1                |                |      |
| Geiselwind                           | Murrmann-Museum                                  | Im Museum wird eine Sammlung von historischen Ausstellungsgegenständen aus der Großgemeinde Geiselwind und Umgebung präsentiert. Benannt ist das Haus nach dem Geiselwinder Murrmann, der Figur eines schwedischen Generals aus dem Dreißigjährigen Krieg.                                                                                   | 1997                | Gemeinde            | Marktplatz 1             | weitere Bilder |      |
| Iphofen                              | Geschichtsscheune                                | In der Geschichtsscheune werden Ausstellungsstücke aus der Geschichte der Stadt Iphofen und ihrer Ortsteile präsentiert. Durch die Ausstellung führen „Frau Eiche“ und „Herr Rebstock“ über ein interaktives Stadtmodell. |                     | Gemeinde            | Kirchplatz               |                |      |
| Iphofen                              | Knauf-Museum Iphofen                             | Das Knauf-Museum besitzt eine der bedeutendsten Sammlungen von Reliefs von Kulturobjekten der Antike. | 1983                | Privatmuseum        | Maxstraße 28             | weitere Bilder |      |
| Iphofen                              | Kunsthaus Maxart                                 | Das Ausstellungshaus präsentiert jährlich drei verschiedene Wechselausstellungen von Künstlern des 20. und 21. Jahrhunderts. Das Kunsthaus ist im ehemaligen Torhaus untergebracht. |                     | Privatmuseum        | Maxstraße 21             | weitere Bilder |      |
| Iphofen-Dornheim                     | Sammlung „steinAlt“                              | Die Sammlung entstand aus archäologischen Lesefunden, die von dem Dornheimer Landwirt Karl Alt zusammengetragen worden waren. Die Ausstellung beleuchtet die Vorgeschichte des Raums der Hellmitzheimer Bucht. | 2010                | Gemeinde            | Altmannshäuser Straße 18 |                |      |
| Iphofen-Hellmitzheim                 | Flatterhaus                                      | Mitmachausstellung zu den Lebensräumen verschiedener Fledermausarten, die in den Fachwerkhäusern des Steigerwaldvorlandes weit verbreitet sind |                     | Privatmuseum        | Mönchsondheimer Straße 8 | weitere Bilder |      |
| Iphofen-Mönchsondheim                | Kirchenburgmuseum Mönchsondheim                  | Seit 1981 wird die Kirchenburg für ein Bauern- und Handwerkermuseum genutzt. Zum Museum gehören eine einklassige Schule von 1927, das Rathaus von 1557, das Gasthaus von 1790 mit einer großen landwirtschaftlichen Hofstelle und als Mittelpunkt die Kirchenburg aus dem 15. bis 19. Jahrhundert.                                           | 1981                | Landkreis, Gemeinde | An der Kirchenburg 7     | weitere Bilder |      |
| Kitzingen                            | Deutsches Fastnachtmuseum                        | Das Deutsche Fastnachtmuseum ist das offizielle Museum des Bundes Deutscher Karneval, der Dachorganisation von über 5200 Fastnachtsvereinen, Faschingsgilden, Karnevalsgesellschaften und Narrenzünften. Es behandelt die Geschichte der Fastnacht in Franken und darüber hinaus.                                                            | 1966                | Privatmuseum        | Luitpoldstraße 2         | weitere Bilder |      |
| Kitzingen                            | Conditorei-Museum                                | Das Conditorei-Museum wurde in dem Haus eingerichtet, in dem die älteste Konditorei Kitzingens untergebracht war. Die alten Exponate stammen überwiegend aus dem 18. und 19. Jahrhundert und dokumentieren die Entwicklung des Konditorenhandwerks.                                                                                          | 1996                | Privatmuseum        | Marktstraße 26           |                |      |
| Kitzingen                            | Vogelkundliche Sammlung                          | Die Vogelkundliche Sammlung ist im ehemaligen Deusterturm eingerichtet. Ausgestellt sind über 100 Präparate einheimischer und durchziehender Vögel sowie eine kleine Auswahl an Säugetieren. Es wird vom LBV unterhalten. | 1995                | Privatmuseum        | Hindenburgring-Nord 6    | weitere Bilder |      |
| Kitzingen-Sickershausen              | Frankenstudio                                    | Das Frankenstudio besitzt eine kleine heimatkundliche Sammlung, darunter regionale Keramikobjekte. Daneben wurde hier eine Bibliothek mit dem Schwerpunkt Franken untergebracht. Das Museum geht auf die Sammlung des Kreisheimatpflegers Andreas Pampuch zurück.                                                                            | 1975                | Landkreis           | Kirchplatz 9             | weitere Bilder |      |
| Kitzingen-Sickershausen              | Officina Historica                               | Die Officina Historica ist eine historische Buchdruckerwerkstatt. Vermittelt wird ein Eindruck der historischen Drucktechnik vom 15. bis zum 20. Jahrhundert. |                     | Privatmuseum        | An der Sicker 7          | weitere Bilder |      |
| Kleinlangheim                        | Handwerkermuseum                                 | Das Handwerkermuseum im historischen Rathaus von Kleinlangheim zeigt alle Berufe, Handwerker, Geschäfte und Gaststätten, die in Kleinlangheim angesiedelt waren. |                     | Gemeinde            | Hauptstraße 15           | weitere Bilder |      |
| Mainbernheim                         | Schützenscheibensammlung                         | Im Schützenhaus der Stadt Mainbernheim befindet sich die größte und vollständigste Schützenscheibensammlung Deutschlands, von 1783 bis heute. Aktuell sind hier ca. 240 Exponate ausgestellt. |                     | Gemeinde            | An der Schießstätte 6    |                |      |
| Marktbreit                           | Museum Malerwinkelhaus                           | Im Museum Malerwinkelhaus werden weibliche Biografien des 19. und 20. Jahrhunderts vorgestellt. Dabei stehen (geschlechtsspezifisches) Spielzeug, Jugend und Schulbildung, Ehe und ihre Alternativen und Mode im Mittelpunkt. Im Erdgeschoss sind außerdem Funde aus dem Römerlager Marktbreit zu sehen.                                     | 1991                | Gemeinde            | Bachgasse 2              | weitere Bilder |      |
| Marktbreit                           | Alois-Alzheimer-Gedenkstätte                     | Im Geburtshaus des Alois Alzheimer befinden sich mehrere Exponate, die mit dem Forscherleben des Arztes in Zusammenhang stehen. Darunter ist auch ein Mikroskop, das Alzheimer nutzte. | 1995                | Privatmuseum        | Ochsenfurter Straße 15a  |                |      |
| Markt Einersheim                     | Informationszentrum Grafschaft Limpurg-Speckfeld | Die Sammlung im Torturm der ehemaligen Ortsbefestigung von Markt Einersheim beleuchtet die Beziehungen des Marktes zu den Grafen von Limpurg-Speckfeld. | 2022                | Privatmuseum        | Marktplatz 5             | weitere Bilder |      |
| Marktsteft                           | Museum für Stadt- und Familiengeschichte         | Am Beispiel der Händlerfamilie Keerl wird im ehemaligen Rathaus der Gemeinde die Geschichte des Häckerdorfes Steft bis zur Entstehung der heutigen Stadt Marktsteft verfolgt. |                     | Gemeinde            | Hauptstraße 27           | weitere Bilder |      |
| Obernbreit                           | Ehemalige Synagoge                               | Die ehemalige Synagoge von Obernbreit aus dem Jahr 1748 wurde zu einem kleinen Museum umgewandelt. Zentrum der kleinen Ausstellung ist die freigelegte Mikwe, die als ältestes Ritualbad Unterfrankens gelten kann. |                     | Gemeinde            | An der Synagoge 1        | weitere Bilder |      |
| Prichsenstadt                        | Fossiliensammlung Hans Klein                     | Die Fossiliensammlung Hans Klein zeigt vor allem Fossilien, Mineralien, vor- und frühgeschichtliche Funde und landwirtschaftliche Geräte. | 1982                | Privatmuseum        | Schulinstraße 28         |                |      |
| Rödelsee                             | Elfleins-Häusla                                  | Im historischen Gebäude, das nach der letzten Bewohnerin benannt wurde, ist eine Dorfschmiede zu bewundern. |                     | Privatmuseum        | An den Kirchen 18        | weitere Bilder |      |
| Rödelsee-Fröhstockheim               | Deutsches Kolonialmuseum                         | Die Besucher erhalten einen Einblick in den überseeischen, afrikanischen Teil der deutschen Militärgeschichte. | 2004                | Privatmuseum        | Hauptstraße 7            |                |      |
| Schwarzach am Main-Münsterschwarzach | Informationszentrum Kloster Münsterschwarzach    | Im Informationszentrum erhalten die Besucher einen Einstieg in die 1200-jährige Geschichte des Klosters Münsterschwarzach. | 2016                | Privatmuseum        | Torhaus der Abtei        | weitere Bilder |      |
| Segnitz                              | Museum Segeum                                    | Das Museum Segeum informiert über den Wandel der Bestattungskultur im Lauf der Jahrtausende. Es entstand auf einem ehemaligen Gräberfeld. |                     | Gemeinde            | Sulzfelder Straße 3      |                |      |
| Seinsheim                            | Die kleine Brauschau                             | Die Ausstellung wurde in einer der Gaden der mittelalterlichen Kirchenburg Seinsheim untergebracht. Sie vermittelt den Besuchern einen Überblick über die Geschichte der Braukultur und des Bieres. |                     | Privatmuseum        | Oberes Tor 1             |                |      |
| Sommerach                            | Turm-Museum                                      | Der 2018 verstorbene Maler, Keramiker und Bildhauer Theophil Steinbrenner gestaltete im Dachgeschoss des Maintores eine Ausstellung von Werken verschiedener fränkischer Künstler. | 1985                | Privatmuseum        | Maintorstraße 25         | weitere Bilder |      |
| Sulzfeld am Main                     | Galerie Hans Schmaußer                           | In der Galerie werden wechselnde Ausstellungen von Künstlern des 20. und 21. Jahrhunderts präsentiert. |                     | Privatmuseum        | Kettengasse 24           |                |      |
| Volkach                              | Museum Barockscheune                             | Das Museum ist der Geschichte der Stadt Volkach und ihrer Bürger gewidmet. Im Mittelpunkt stehen ein großes, hölzernes Stadtmodell und das Original des Volkacher Salbuchs. Das zweite Obergeschoss informiert über die Region der Mainschleife und den Weinbau.                                                                             | 2003                | Gemeinde            | Weinstraße 7             | weitere Bilder |      |
| Volkach                              | Galerie Isolde Folger                            | Ein Haus in der Volkacher Altstadt dient der Künstlerin Isolde Folger als Ausstellungsraum für ihre Werke. | 2020                | Privatmuseum        | Hauptstraße 17           | weitere Bilder |      |
| Volkach                              | Haus der Quitte                                  | In einem Haus neben der Pfarrkirche in Volkach wurde eine Dauerausstellung zur Geschichte der Quitte und ihres Anbaus an der Mainschleife eingerichtet. | 2021                | Privatmuseum        | Kirchgasse 2             | weitere Bilder |      |
| Wiesenbronn                          | Ehemalige Synagoge                               | Im Erdgeschoss der ehemaligen Synagoge wurden einige Dokumentationsräume eingerichtet. Sie beleuchten die Geschichte der jüdischen Gemeinde Wiesenbronn und nehmen vor allem die Biografie des in Wiesenbronn aufgewachsenen Rabbiners Seligmann Bär Bamberger in den Blick. Zentrum der kleinen Ausstellung ist die freigelegte Mikwe.      | 2021                | Privatmuseum        | Badersgasse              | weitere Bilder |      |
| Wiesenbronn                          | Die Eich/Das Flachsbrechhaus                     | Die Ausstellung bringt den Besuchern mehrere historische Berufe näher, die in Wiesenbronn zu finden waren. Im Haus lebte eine Hebamme, daneben wurde hier Flachs getrocknet und für die Weiterverarbeitung fertig gemacht. |                     | Gemeinde            | Koboldstraße 1           |                |      |
| Wiesenbronn                          | Kellerhaus                                       | In den Räumlichkeiten eines Baudenkmals wurde eine alte Gastwirtschaft rekonstruiert. Hier gibt es unter anderem eine Kegelbahn. |                     | Gemeinde            | Am Kellerhaus 1          |                |      |
| Willanzheim-Hüttenheim in Bayern     | Fahrradmuseum                                    | Die Sammlung umfasst etwa 500 Fahrräder, von denen ca. 100 im Museum gezeigt werden. |                     | Privatmuseum        | Hüttenheim 118           |                |      |
| Willanzheim-Hüttenheim in Bayern     | Alter Tante-Emma-Laden                           | In einem Haus wurde ein Tante-Emma-Laden aus der Zeit um 1940 rekonstruiert. | 1985                | Privatmuseum        | Hüttenheim 145           |                |      |

## Ehemalige Museen
| Gemeinde              | Name                                                            | Kurzbeschreibung | gegründet/ eröffnet | geschlossen/ aufgelöst | Träger           | Standort             | Bild           | Link |
| --------------------- | --------------------------------------------------------------- | --- | ------------------- | ---------------------- | ---------------- | -------------------- | -------------- | ---- |
| Abtswind              | Horst-Kaulfuss-Museum (auch Kräuter-Tee-Gewürz-Museum Kaulfuss) | |                     |                        | Privatmuseum     | Ebracher Gasse 11–13 |                |      |
| Kitzingen             | Städtisches Museum Kitzingen                                    | Das Städtische Museum gehörte zu den ältesten Stadtmuseen Frankens. Als Heimatmuseum dokumentierte es sowohl die nahezu 1300 Jahre zurückreichende Stadtgeschichte Kitzingens als auch die bis in die frühe Altsteinzeit zurückreichende Siedlungsgeschichte des Kitzinger Landes. Das Museum wurde im Jahr 2018 geschlossen; im Juni 2020 beschloss der Kitzinger Stadtrat die endgültige Schließung und „Abwicklung“ des Museums. | 1895                | 2020                   | Gemeinde         | Landwehrstraße 23    | weitere Bilder |      |
| Kitzingen-Repperndorf | Schlepper- und Gerätesammlung Lenhart                           | Die Schlepper- und Gerätesammlung wurde von Friedrich Lenhart zusammengetragen. Ausgestellt waren verschiedene Traktor-Oldtimer sowie Autos und Fahrräder. |                     |                        | Privatmuseum     | Memellandstraße 16   |                |      |
| Volkach               | Historische Sammlung im Schelfenhaus                            | Das Schelfenhaus wurde zu einem Haus des Gastes umgewandelt, die meisten Exponate wurden in das Museum Barockscheune übertragen. |                     |                        | Gemeinde         | Schelfengasse 1      | weitere Bilder |      |
| Volkach-Astheim       | Museum Kartause Astheim                                         | Die Ausstellung stellte, die Entwicklung der christlichen Bildkultur in Liturgie und Volksfrömmigkeit dar. Im Mittelpunkt stand keine kunsthistorische Betrachtung. Vielmehr sollten die unterschiedlichen Christuszugänge durch die Jahrhunderte deutlich gemacht werden. | 1999                | 2023                   | Diözese Würzburg | Kartäuserstraße 14   | weitere Bilder |      |
| Volkach-Astheim       | Museum der Mainschleifenbahn                                    | Im ehemaligen Brückenwärterhäuschen an der Auffahrt zur inzwischen abgerissenen Mainbrücke Volkach war eine kleine Ausstellung zur Geschichte der Volkacher Eisenbahn eingerichtet. |                     |                        | Privatmuseum     | Mainstraße           | weitere Bilder |      |